# Mutanti (film)
Mutanti (izviren francoski naslov: Mutants) je znanstveno fantastična grozljivka iz leta 2009, ki je nastala po scenariju scenaristov Louisa-Paula Desangesa in Davida Morleta. Film je delo filmskega režiserja Davida Morleta, v njem pa igrajo Hélène de Fougerolles, Dida Diafat in Francis Renaud.

## Vsebina
Virus je spremenil večino prebivalstva v krvoločne zombije. Marco in Sonia sta mlad par, ki bežita pred ''mutanti'' in si poskušata izboriti pot v vojaško bazo. Toda, ko Marca napade in okuži eden izmed zombijev, se mora noseča Sonia soočiti s svojim najhujšim sovražnikom - moškim, ki ga ljubi.

## Igralci
- Hélène de Fougerolles kot Sonia
- Francis Renaud kot Marco
- Dida Diafat kot Virgile
- Marie-Sohna Condé kot Perez
- Nicolas Briançon kot Franck
- Luz Mandon kot Dany
- Driss Ramdi kot Abel
- Grégory Givernaud kot Paul
- Justine Bruneau de la Salle kot mlado dekle
- Jérémy Loth kot mutant
- Sébastien Rouquette kot mutant
- Frédéric Troussier kot mutant
- Cyril Hipaux kot mutant
- Nicolas Leprêtre kot mutant
- Cécile Corsalan kot mutant
- Emmanuel Lanzi kot moški mutant
- Frédéric Alhinho kot moški mutant
- Yves Girard kot moški mutant
- Patrick Vo kot moški mutant
- Marie Dang kot ženski mutant